# المدرسة البريطانية في صنعاء
المدرسة البريطانية هي مدرسة دولية خاصة تقع في صنعاء، اليمن.

## الروابط الخارجية
1. ↑  "Home." Sana'a British School. (address in the business card image): "No 18, St 21 (off Nouakchott St) Sana'a, Rebuplic of Yemen"" نسخة محفوظة 14 سبتمبر 2017 على موقع واي باك مشين.

- Sana'a British School